# Гейкант (Зеландія)
Гейкант (нід. Heikant) — село в нідерландській провінції Зеландія. Входить до муніципалітету Гюлст.
Його площа становить 13,92 км², а населення станом на 2021 рік складало 2 350 осіб.
Перша згадка про населений пункт датується 1867 роком.

## Галерея

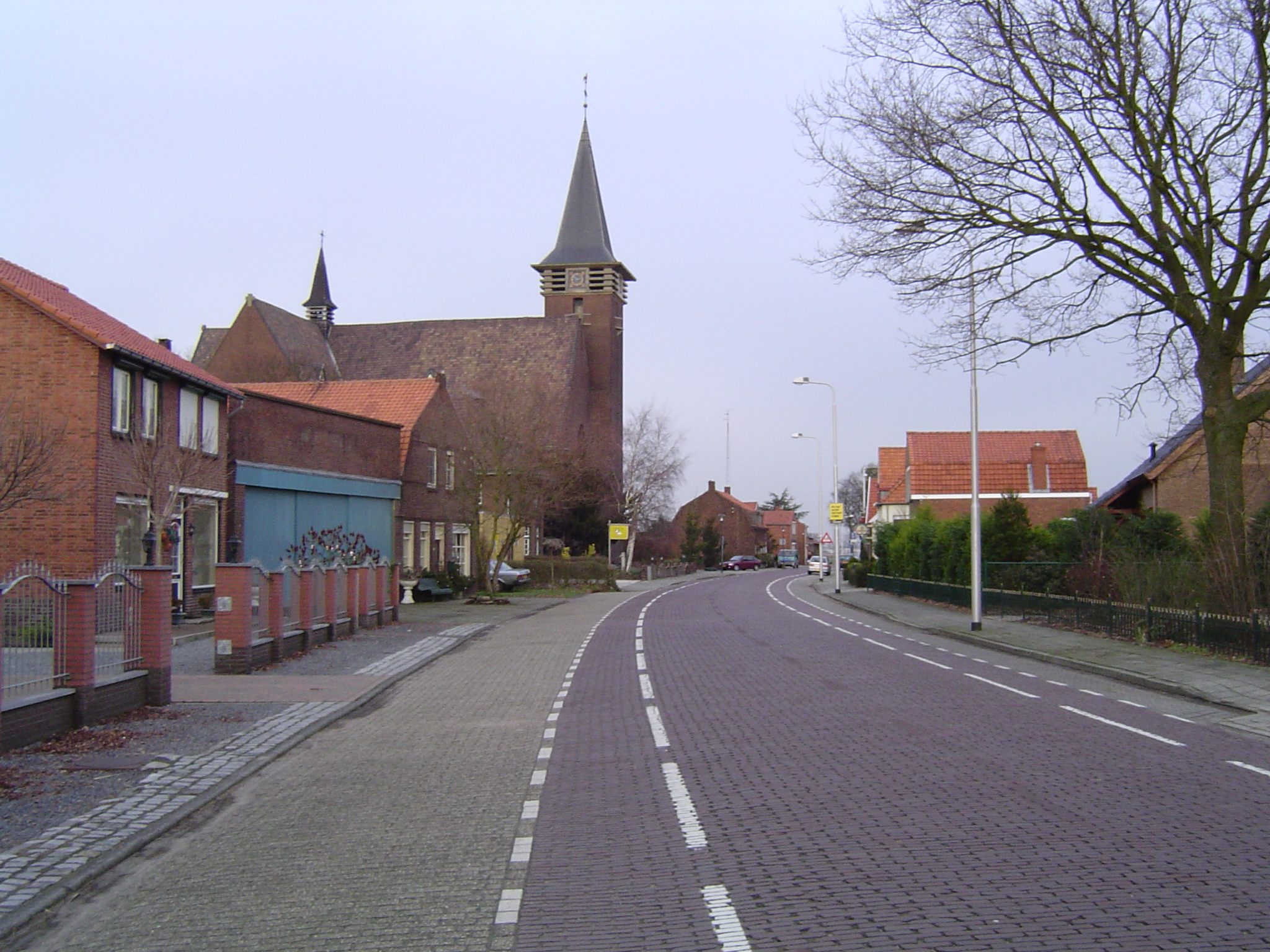
Сільська вулиця
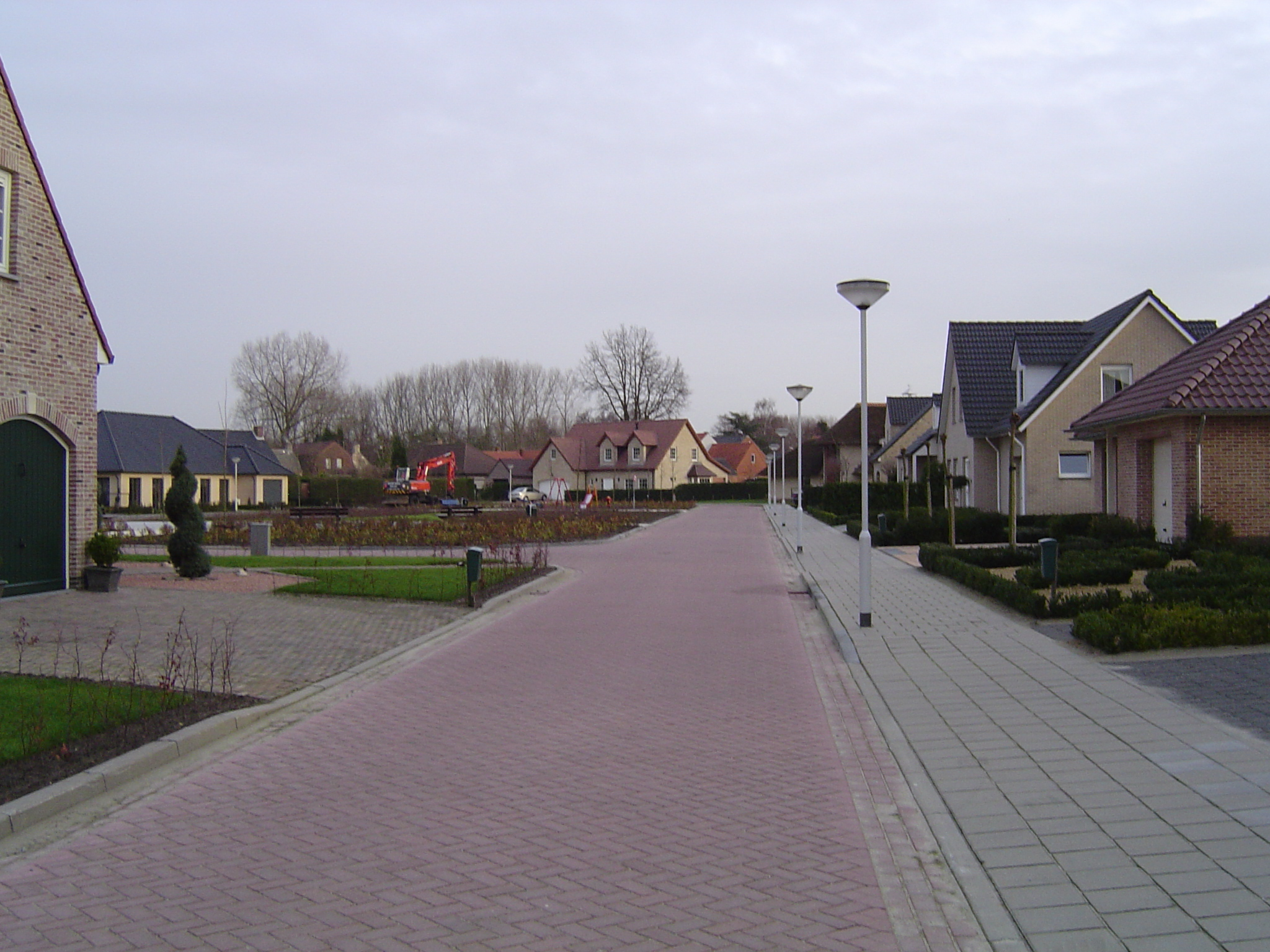
Сільська вулиця
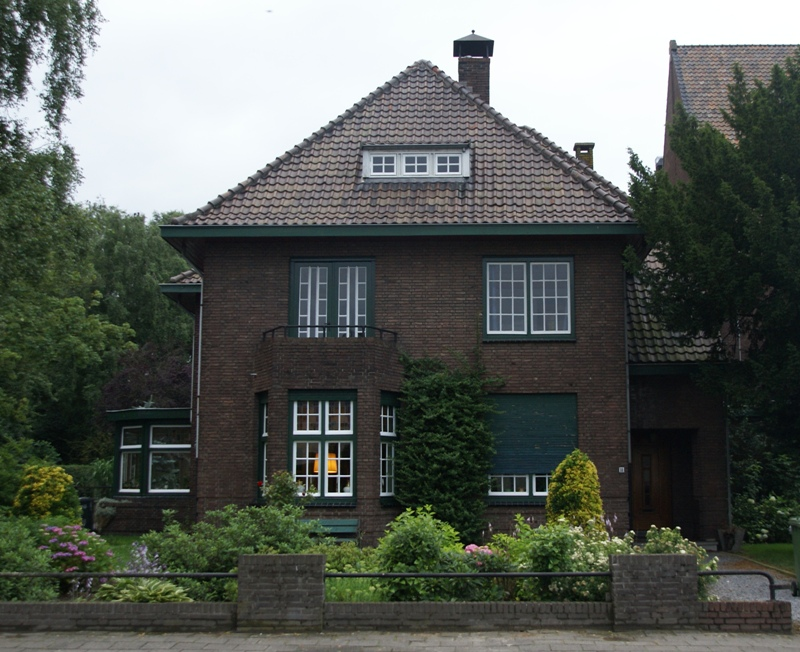
Будинок у Гейканті